# João de Loureiro
João de Loureiro SJ (ur. w 1710 w Lizbonie, zm. w październiku 1791 tamże) – portugalski jezuita, misjonarz, lekarz i przyrodnik (astronom, paleontolog i botanik), autor ważnej pracy o florze Wietnamu.

## Życiorys
Po przyjęciu do Towarzystwa Jezusowego został wysłany na Wschód, gdzie wpierw spędził trzy lata w Goa, a następnie cztery lata w Makau. W 1742 udał się do Kochinchiny, ale na miejscu okazało się, że działalność misjonarska napotyka wiele trudności. Pozostał więc na tamtejszym dworze królewskim jako matematyk i przyrodnik przez następne 35 lat. Początkowo zainteresował się leczniczymi właściwościami lokalnych roślin, co pociągnęło za sobą szersze zainteresowanie botaniką.
Jego najważniejszym dziełem jest Flora Cochinchinensis (pełny tytuł: Flora cochinchinensis: sistens plantas in regno Cochinchina nascentes. Quibus accedunt aliæ observatæ in Sinensi imperio, Africa Orientali, Indiæque locis variis. Omnes dispositæ secundum systema sexuale Linnæanum.); opisał w niej 1292 gatunki roślin w 672 rodzajach, z których odpowiednio ok. 630 i 185 miało być nowych. Flora była znaczącym osiągnięciem, zwłaszcza biorąc pod uwagę, że jej autor nie miał formalnego przygotowania botanicznego i bardzo ograniczone kontakty (nawet korespondencyjne) z innymi naukowcami. Fakt ten, a także stosunkowo późne wydanie dzieła, spowodowały, że nie zostało ono właściwie docenione i wykorzystane. J. de Loureiro posługiwał się własną modyfikacją binominalnego systemu Karola Linneusza, nie w pełni pokrywającego się z systemami innych naukowców. Ponadto nie przygotowywał w pełni systematycznie zielników opisywanych przez siebie gatunków (część tych, które przygotował, uległa zniszczeniu), co utrudniało identyfikację „jego” gatunków z opisywanymi przez innych botaników.
W grudniu 1777 roku de Loureiro opuścił Wietnam i udał się do Kantonu, by po kolejnych czterech latach wrócić w marcu 1781 roku do Portugalii, gdzie zmarł 10 lat później.
Dla upamiętnienia faktu, że de Loureiro był pionierem paleontologii w Portugalii, jego imieniem nazwano kamptozaura z rodzaju drakonyks: Draconyx loureiroi.
Gatunki opisane po raz pierwszy przez João de Loureiro oznaczane są skrótem Lour..